# 费城染色体
费城染色体（英語：Philadelphia chromosome, Ph (or Ph') chromosome），或称费城染色体易位（英語：Philadelphia translocation），是一种与慢性骨髓性白血病（chronic myeloid leukemia, CML）相关的特殊染色体易位现象。其中细胞的9号染色体长臂与22号染色体长臂进行相互易位，具体定义为。这一染色体易位现象与慢性骨髓性白血病有高度的灵敏度，有95%的慢性骨髓性白血病患者被检测有此染色体易位（剩余的人群则是或存在一种G显带染色体制备过程中的隐形易位，或是存在其他多变的染色体易位情况）。但是，其对诊断是否为慢性骨髓性白血病没有足够高的特异度，因为此染色体变异亦发现于急性白血病中（大约20-30%的成人与2-10%的未成年患者案例）以及个别的急性骨髓性白血病案例。

## 历史
1960年，两位美国费城的科学家：宾夕法尼亚大学教授彼得·诺维尔和Fox Chase癌症中心的大卫·亨格福德首次发现此类染色体变异。1973年，芝加哥大学的珍妮特·罗利确认了费城染色体的形成机制来自于染色体易位。

## 分子生物学

费城染色体形成机制

染色体易位是费城染色体中染色体缺失的主要原因。在九号染色体中长链的Abl基因（位置q34）与二十二号染色体上長链的BCR基因（位置q11）发生并列性易位而产生一种新的融合基因。根据国际人类细胞遗传学术语命名法，这种染色体易位被称为。
这种易位产生了一种致癌的BCR-ABL融合基因，位于因此變短的22号染色体的長链上。此基因产生出一种Bcr-abl融合蛋白（Bcr-abl fusion protein）。因为该融合基因的分子重量为185至210kDa，其也被称为p210或p185。因为Abl基因释放一种膜相关的蛋白、酪氨酸激酶，所以BCR-Abl基因也被酪氨酸激酶传输，并加载一组磷酸盐到此酪氨酸中。尽管BCR基因亦释放丝氨酸/苏氨酸激酶，但酪氨酸激酶作用则与药物治疗非常相关。所以酪氨酸激酶抑制剂（比如伊马替尼和舒尼替尼）都是一些重要的针对各种白血病的药物。该融合基因形成于慢性粒细胞性白血病的前期，通常在急性骨髓性白血病中亦呈阳性。
此BCR-ABL融合基因亦和白介素-3受体基座发生相互反应。BCR-ABL融合基因的复制是呈自我组合型，即其形成并不需要其他细胞信息性蛋白质的参与。同時，BCR-Abl基因却激活以及控制大量蛋白质与酶，加速细胞的分裂。此外，其还抑制DNA修复，引起基因组不稳定性，并根本上影响慢性粒细胞性白血病患者的机体恶化。

## 相关内容
- 染色体易位
- 慢性粒细胞性白血病